# Mike Modano
Michael Thomas „Mike” Modano, Jr. (Livonia, Michigan, 1970. június 7. –) Stanley-kupa-győztes, olimpiai ezüstérmes amerikai válogatott jégkorongozó. Az egyik legjobbnak tartott amerikai születésű játékos, ő érte el a legtöbb gólt és a legtöbb pontot a National Hockey League-ben az amerikai születésű jégkorongozók közül. 2011. szeptember 21-én jelentette be visszavonulását. Másnap a Dallas Stars egy tiszteletbeli szerződést kötött vele egy napra, hogy Stars játékosként vonuljon vissza. 2014-ben beválasztották a Jégkorong Hírességek Csarnokába.

## Karrier

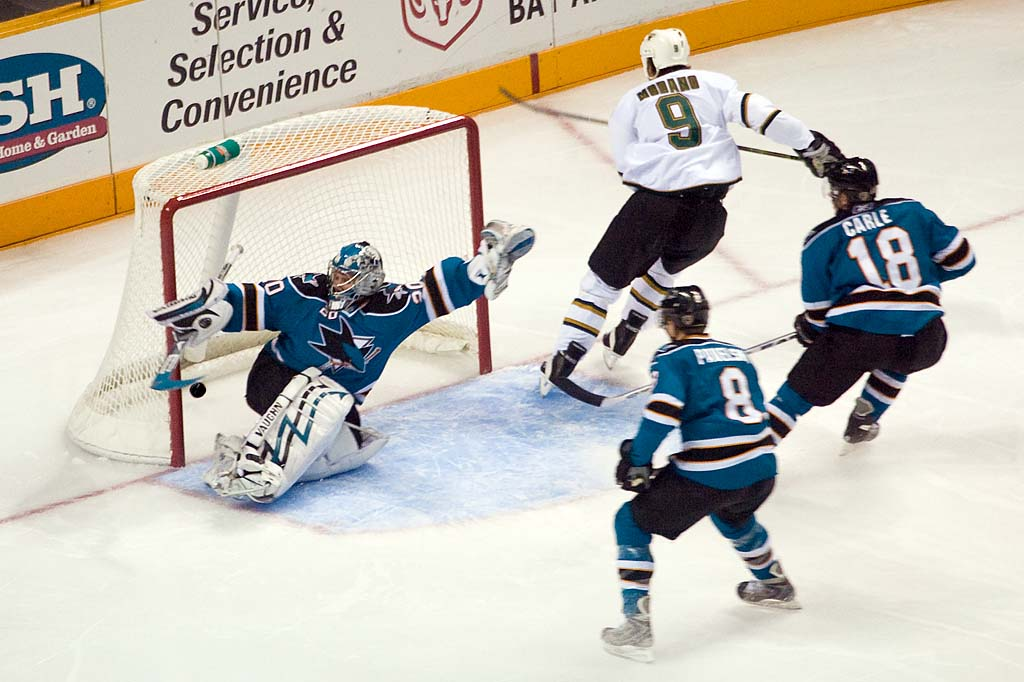
az 1233. pont, ami egy gól volt

Az 1988-as NHL-drafton ő volt az első választott 17 évesen. A Stanley-kupát 1999-ben nyerte meg. A döntőben ezenkívül még kétszer játszott. Jelölt volt a Calder-emlékkupára (1990), a Frank J. Selke-trófeára (2001) és a Lady Byng-emlékkupára (2003). A legjobb szezonjai a pontok szempontjából az 1992–1993-as és az 1993–1994-es volt, amikor egyaránt 93 pontot szerzett. Az 1993–1994-es szezonban pedig a Dallasba átköltözött csapat történetében először ért el 50 gólt egy szezonban. 2003-ban a csapat kapitánya lett. 2005. augusztus 5-én 5 éves kontraktust írt alá a csapattal. 2006. szeptember 29-én a csapatkapitányi címet Brenden Morrow kapta meg és Modano asszisztens kapitány lett amit 1995 és 2003 között szintén betöltött. Modano szintén az utolsó játékos aki még játszott a Minnesota North Stars jogelőd csapatban (Jere Lehtinen akit az 1992-es NHL-drafton választottak ki, csak az 1995–1996-os szezonban játszott először a csapatban amikor az már Dallas-ban volt). 2007. január 21-én az NHL megkérte Modanót, hogy legyen a 2007-es NHL All Star Gála ünnepségének nagykövete, ezzel is megköszönve, hogy annyi mindent tett a gála lebonyolításáért és a dallasi hokiért. 2007. január 24-én a gála ünnepélyes kezdő bedobását ő végezte el. 2007. március 13-án meglötte az 500. gólját az alapszakaszban. A gólt a Philadelphia Flyers csapatának kapusa Antero Niittymäki kapta a harmadik harmadban 10:24-gyel a vége előtt. Az asszisztokat Antti Miettinen és Jon Klemm adták. Ő a 14. játékos aki egy csapatban játszva érte el ezt a bűvös határt és összesen a 39-dik aki átlépte ezt a határt. 2007. március 17-én a Nashville Predators ellen meglőtte az 502. és 503. gólját, ezzel Joe Mullen rekordját adta át a múltnak, ami az amerikai születésű játékos legtöbb gólja volt a ligában. 2007. november 7-én megdöntötte az amerikai születésű játékos által elért legtöbb pontot, amit Phil Housley tartott 1232 ponttal. Ez a San Jose Sharks elleni mérkőzésen történt, idegenben. Ezután számtalan nagy játékos telefonon keresztül gratulált neki, még az amerikai elnök, George Bush. 2009-től Modano egyéves szerződést kapott és ezután már ő döntötte el, hogy visszavonul-e vagy újabb egyéves szerződést kér. 2010 után nem kapott szerződést, de ő még nem akart visszavonulni, így új csapatot keresett. A Detroit Red Wings nagyon szívesen leszerződtette a 2010–2011-es szezonra. 2011. szeptember 23-án bejelentette visszavonulását. Ezután nem sokkal a Dallas Stars felajánlott neki egy rövid, egynapos tiszteletbeli szerződést, hogy a Starsból vonuljon vissza, ahol karrierje 21 szezonjából 16-ot ott játszott. Mike Modano volt az utolsó játékos Mark Recchivel együtt, akik még játszottak az 1980-as években. Ő volt az utolsó játékos, aki még játszott a Minnesota North Starsban.

## Nemzetközi szereplés
Nemzetközi szereplését 1988-ban kezdte a junior válogatottban a világbajnokságon. A következő évi világbajnokságon is részt vett. 1990-ben már a felnőtt világbajnokságra kapott meghívót. Az 1991-es Kanada-kupán az amerikai válogatottal. Legközelebb az 1993-as jégkorong-világbajnokságon vett részt. Ezután három év szünet után az 1996-os jégkorong-világkupán tért vissza a válogatottal nagy tornára és aranyérmes lett. Az 1998-as téli olimpián már NHL-es játékosok is játszhattak így ő is mehetett. A 2002-es téli olimpián amit az USA-ban rendeztek meg ismét részt vett és a döntőben a nagy rivális Kanada ellen kikaptak így csak ezüstérmes lett a csapattal. Két évvel később a 2004-es jégkorong-világkupán játszott és öt mérkőzésen hat asszisztot adott de érmet nem nyert. 2005-ben részt vett az utolsó világbajnokságán és 2006-ban az utolsó nagy világtornáján a 2006-os téli olimpiával búcsúzott a válogatottságtól.

## Karrier statisztika
| 1985–1986       | Detroit Compuware     | MNHL            | 69   | 66  | 65  | 131  | 32  | —   | —  | —  | —   | —   |
| 1986–1987       | Prince Albert Raiders | WHL             | 70   | 32  | 30  | 62   | 96  | 8   | 1  | 4  | 5   | 4   |
| 1987–1988       | Prince Albert Raiders | WHL             | 65   | 47  | 80  | 127  | 80  | 9   | 7  | 11 | 18  | 18  |
| 1988–1989       | Prince Albert Raiders | WHL             | 41   | 39  | 66  | 105  | 74  | —   | —  | —  | —   | —   |
| 1989–1990       | Minnesota North Stars | NHL             | 80   | 29  | 46  | 75   | 63  | 7   | 1  | 1  | 2   | 12  |
| 1990–1991       | Minnesota North Stars | NHL             | 79   | 28  | 36  | 64   | 65  | 23  | 8  | 12 | 20  | 6   |
| 1991–1992       | Minnesota North Stars | NHL             | 76   | 33  | 44  | 77   | 46  | 7   | 3  | 2  | 5   | 4   |
| 1992–1993       | Minnesota North Stars | NHL             | 82   | 33  | 60  | 93   | 83  | —   | —  | —  | —   | —   |
| 1993–1994       | Dallas Stars          | NHL             | 76   | 50  | 43  | 93   | 54  | 9   | 7  | 3  | 10  | 16  |
| 1994–1995       | Dallas Stars          | NHL             | 30   | 12  | 17  | 29   | 8   | —   | —  | —  | —   | —   |
| 1995–1996       | Dallas Stars          | NHL             | 78   | 36  | 45  | 81   | 63  | —   | —  | —  | —   | —   |
| 1996–1997       | Dallas Stars          | NHL             | 80   | 35  | 48  | 83   | 42  | 7   | 4  | 1  | 5   | 0   |
| 1997–1998       | Dallas Stars          | NHL             | 52   | 21  | 38  | 59   | 32  | 17  | 4  | 10 | 14  | 12  |
| 1998–1999       | Dallas Stars          | NHL             | 77   | 34  | 47  | 81   | 44  | 23  | 5  | 18 | 23  | 16  |
| 1999–2000       | Dallas Stars          | NHL             | 77   | 38  | 43  | 81   | 48  | 23  | 10 | 13 | 23  | 10  |
| 2000–2001       | Dallas Stars          | NHL             | 81   | 33  | 51  | 84   | 52  | 9   | 3  | 4  | 7   | 0   |
| 2001–2002       | Dallas Stars          | NHL             | 78   | 34  | 43  | 77   | 38  | —   | —  | —  | —   | —   |
| 2002–2003       | Dallas Stars          | NHL             | 79   | 28  | 57  | 85   | 30  | 12  | 5  | 10 | 15  | 4   |
| 2003–2004       | Dallas Stars          | NHL             | 76   | 14  | 30  | 44   | 46  | 5   | 1  | 2  | 3   | 8   |
| 2005–2006       | Dallas Stars          | NHL             | 78   | 27  | 50  | 77   | 58  | 5   | 1  | 3  | 4   | 4   |
| 2006–2007       | Dallas Stars          | NHL             | 59   | 22  | 21  | 43   | 34  | 7   | 1  | 1  | 2   | 4   |
| 2007–2008       | Dallas Stars          | NHL             | 82   | 21  | 36  | 57   | 48  | 18  | 5  | 7  | 12  | 22  |
| 2008–2009       | Dallas Stars          | NHL             | 80   | 15  | 31  | 46   | 46  | —   | —  | —  | —   | —   |
| 2009–2010       | Dallas Stars          | NHL             | 59   | 14  | 16  | 30   | 22  | —   | —  | —  | —   | —   |
| 2010–2011       | Detroit Red Wings     | NHL             | 40   | 4   | 11  | 15   | 8   | 2   | 0  | 1  | 1   | 0   |
| WHL-összesített | WHL-összesített       | WHL-összesített | 176  | 118 | 176 | 294  | 250 | 17  | 8  | 15 | 23  | 22  |
| NHL-összesített | NHL-összesített       | NHL-összesített | 1499 | 561 | 813 | 1374 | 926 | 176 | 58 | 88 | 146 | 128 |

## Nemzetközi karrier statisztika
| Év                        | Csapat                    | Esemény                   | Eredmény                  |    | MSz | G  | A  | P  | B |
| ------------------------- | ------------------------- | ------------------------- | ------------------------- | -- | --- | -- | -- | -- | - |
| 1988                      | USA                       | U20-as világbajnokság     | 6. hely                   | 7  | 4   | 1  | 5  | 8  |   |
| 1989                      | USA                       | U20-as világbajnokság     | 5. hely                   | 7  | 6   | 9  | 15 | 12 |   |
| 1990                      | USA                       | Világbajnokság            | 5. hely                   | 8  | 3   | 3  | 6  | 2  |   |
| 1991                      | USA                       | Kanada-kupa               | Ezüst                     | 8  | 2   | 7  | 9  | 2  |   |
| 1993                      | USA                       | Világbajnokság            | 6. hely                   | 6  | 0   | 0  | 0  | 2  |   |
| 1996                      | USA                       | Világkupa                 | Aranyérem                 | 7  | 2   | 4  | 6  | 4  |   |
| 1998                      | USA                       | Téli olimpia              | 6. hely                   | 4  | 2   | 0  | 2  | 0  |   |
| 2002                      | USA                       | Téli olimpia              | Ezüst                     | 6  | 0   | 6  | 6  | 4  |   |
| 2004                      | USA                       | Világkupa                 | 4. hely                   | 5  | 0   | 6  | 6  | 0  |   |
| 2005                      | USA                       | Világbajnokság            | 6. hely                   | 7  | 3   | 1  | 4  | 4  |   |
| 2006                      | USA                       | Téli olimpia              | 8. hely                   | 6  | 2   | 0  | 2  | 6  |   |
| Felnőtt nemzetközi összes | Felnőtt nemzetközi összes | Felnőtt nemzetközi összes | Felnőtt nemzetközi összes | 57 | 14  | 27 | 41 | 24 |   |

## Díjak és kitüntetések
- WHL Kelet All Star Válogatott: 1989
- NHL All-Rookie Válogatott: 1990
- Stanley-kupa: 1999
- NHL Második All Star Csapat: 1999 – 2000
- All-Star Gála: 1993, 1998, 1999, 2000, 2003-ban egyben a nyugati konferencia válogatottjának a csapatkapitánya, 2004, (2007-ben mint nagykövet), 2009

## Rekordjai
- Minnesota North Stars/Dallas Stars csapatának legtöbb mérkőzésén lépett pályára (1459)
- Minnesota North Stars/Dallas Stars legtöbb gólját szerezte (557)
- Minnesota North Stars/Dallas Stars legtöbb asszisztját szerezte (802)
- Minnesota North Stars/Dallas Stars legtöbb pontját szerezte (1359)
- Minnesota North Stars/Dallas Stars legtöbb rájátszásbeli mérkőzésén lépett jégre (174)
- Minnesota North Stars/Dallas Stars legtöbb rájátszásbeli gólját szerezte (58)
- Minnesota North Stars/Dallas Stars legtöbb rájátszásbeli asszisztját szerezte (87)
- Minnesota North Stars/Dallas Stars legtöbb rájátszásbeli pontját szerezte (145)
- A legtöbb gólt ütő amerikai születésű játékos (561)
- A legtöbb pontot szerző amerikai születésű játékos (1374)
- Legtöbb rájátszásbeli pontot szerző amerikai születésű játékos (146)